# Communauté de communes du Pays-de-Palluau
La communauté de communes du Pays-de-Palluau (CCPP) est une ancienne structure intercommunale à fiscalité propre française située dans le département de la Vendée et la région des Pays de la Loire.
Créée le 1er janvier 2002, elle disparaît le 31 décembre 2016 à la suite de la création de la communauté de communes de Vie-et-Boulogne, entité résultant de la fusion de la communauté de communes avec celle de Vie-et-Boulogne.

## Composition
Elle comprend les communes suivantes :
| Nom                          | Code Insee | Gentilé       | Superficie (km2) | Population (dernière pop. légale) | Densité (hab./km2) |
| ---------------------------- | ---------- | ------------- | ---------------- | --------------------------------- | ------------------ |
| Palluau (siège)              | 85169      | Palludéens    | 7,43             | 1 085 (2015)                      | 146                |
| Apremont                     | 85006      | Apremontais   | 29,73            | 1 784 (2015)                      | 60                 |
| La Chapelle-Palluau          | 85055      | Chapellois    | 13,01            | 944 (2015)                        | 73                 |
| Falleron                     | 85086      | Falleronnais  | 28,64            | 1 553 (2015)                      | 54                 |
| Grand’Landes                 | 85102      | Grand’Landais | 20,49            | 653 (2015)                        | 32                 |
| Maché                        | 85130      | Machéens      | 18,13            | 1 422 (2015)                      | 78                 |
| Saint-Christophe-du-Ligneron | 85204      | Ligneronnais  | 42,42            | 2 531 (2015)                      | 60                 |
| Saint-Étienne-du-Bois        | 85210      |               | 29,44            | 2 104 (2015)                      | 71                 |
| Saint-Paul-Mont-Penit        | 85260      | Mont-Penois   | 16,58            | 813 (2015)                        | 49                 |

Le périmètre de la communauté de communes correspond exactement à celui du canton de Palluau.

## Compétences
- Développement économique
- Aménagement de l’espace
- Protection et mise en valeur de l’environnement
- Politique du logement et du cadre de vie

## Historique
La communauté de communes a pour origine un district créé en 1991 avec 8 communes du canton auxquelles s’est jointe la commune de Saint-Étienne-du-Bois en 1996. Ce  district a été transformé en communauté de communes par arrêté préfectoral du 7 décembre 2001.

## Administration

### Siège
Le siège de la communauté de communes se situe au 2, avenue de la République, à Palluau.

### Présidence
| Période       | Période          | Identité          | Étiquette | Qualité                             |
| ------------- | ---------------- | ----------------- | --------- | ----------------------------------- |
| Hiver 2002    | 11 avril 2008    | Claude Guérineau, | DVD       | Maire de Palluau (1989-2008)        |
| 11 avril 2008 | 31 décembre 2016 | Pascal Morineau   | DVD       | Maire de Grand’Landes (depuis 2005) |

## Identité visuelle

Ancien logotype.